# Cynathea obliterata
Cynathea obliterata là một loài nhện trong họ Thomisidae.
Loài này thuộc chi Cynathea. Cynathea obliterata được Eugène Simon miêu tả năm 1895.